# 志賀一夫
志賀 一夫（しが かずお、1925年7月28日 - 2015年4月10日）は、日本の政治家。元日本社会党衆議院議員（1期）。

## 来歴
福島県田村郡滝根町（現・田村市）出身。東京商科大（現・一橋大学）中退。滝根町議を経て、1967年に福島県議に当選、5期務めた。1986年の総選挙で旧福島2区から立候補したが落選した。1988年の参院福島補選でも落選。1990年の総選挙で初当選。1993年の総選挙で落選した。2007年に旭日小綬章を受章。
2015年4月10日、心筋梗塞のため死去。89歳没。死没日付をもって従五位に叙された。

## 政策
- 選択的夫婦別姓制度導入に賛同[4]。